# Chants de la Kitharède
Les Chants de la Kitharède sont un ensemble de mélodies de la compositrice Augusta Holmès, composés en 1888.

## Composition
Augusta Holmès compose cette mélodie en 1888 sur un poème écrit par elle-même. Elle a été éditée aux éditions Grus.

## Structure
Le cycle se compose de trois mélodies :
1. Kypris
2. Erotylon
3. Trinodia

## Réception
En 1897, les Chants de la Kitharède ont été joués au Concert des œuvres maçonniques par Mlle Marbœuf où elle fut « fort goûtée ».